# فلاديسلاف إبراهام
فلاديسلاف إبراهام (بالبولندية: Władysław Abraham)‏ هو مؤرخ ومحامي وسياسي بولندي، ولد في 10 أكتوبر 1860 في أوكرانيا، وتوفي في 15 أكتوبر 1941 في لفيف في أوكرانيا. انتخب Member of the Diet of Galicia and Lodomeria ‏.